# Thorvald Bindesbøll
Thorvald Bindesbøll (ur. 21 lipca 1846 w Kopenhadze, zm. 27 sierpnia 1908 we Frederiksbergu) – duński architekt, rzemieślnik i projektant.
W latach 1861–1876 Bindesbøll kształcił się w Akademii Sztuk Pięknych w Kopenhadze. Tak jak ojciec, Michael Gottlieb Bindesbøll, uzyskał wykształcenie architekta.

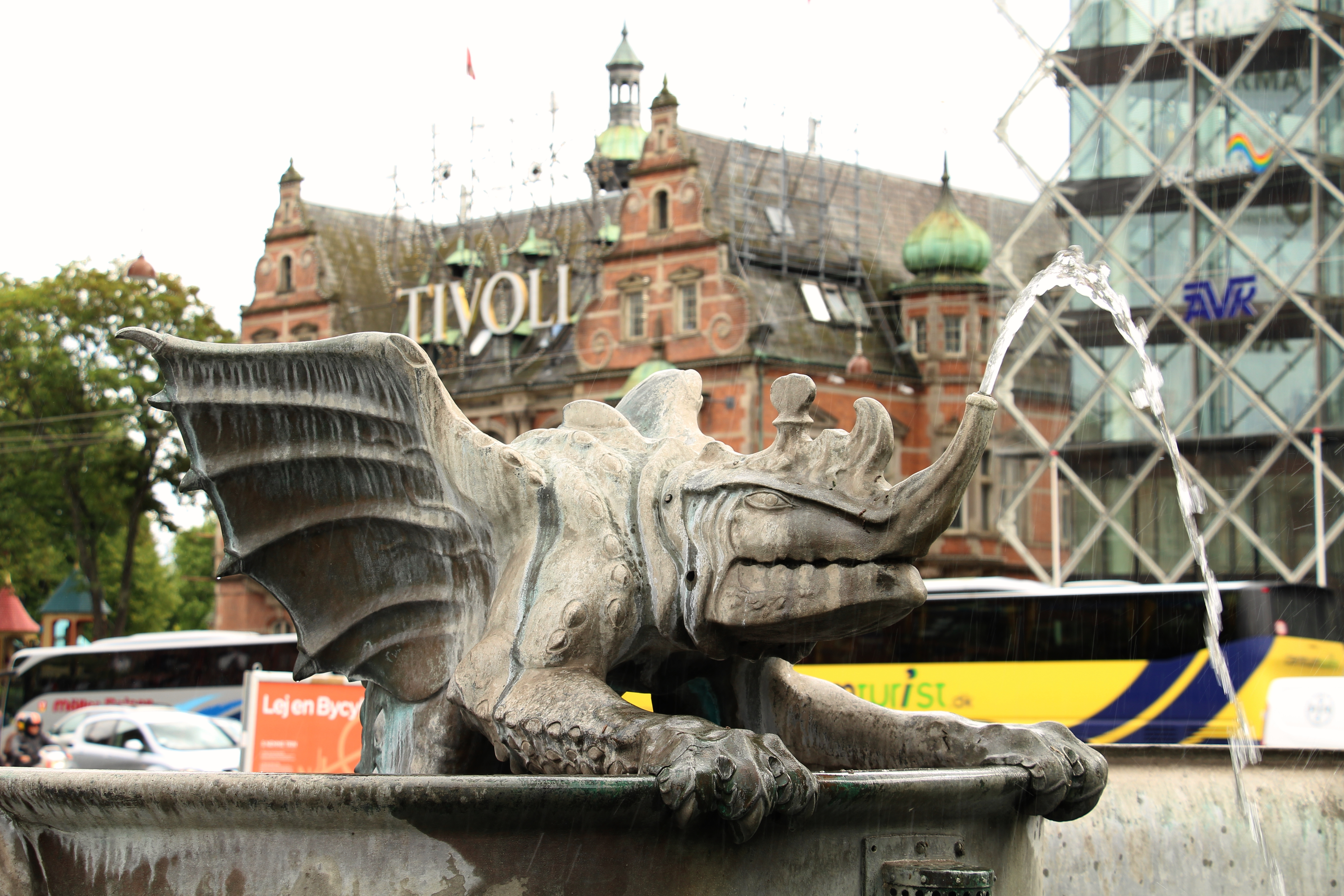
Dragespringvandet (Smocza Fontanna na Placu Ratuszowym w Kopenhadze)

Bindesbøll dostarczał projekty mebli, haftu, ram malarskich i etykiet. Przez pond 20 lat zajmował się ceramiką, a następnie rozpoczął współpracę z jubilerem Holgerem Kysterem w Kolding i projektował biżuterię. Oprócz wykonanych rysunków jubilerskich do srebra projektował także żyrandole, lampy, nagrobki i szklane okna mozaikowe m.in. w Katedrze w Viborgu. Tworzył także czcionki, okładki i loga dla firm handlowych. Od 1883 roku współpracował z fabrykami ceramiki Johanna Wallmanna w Utterslev i kopenhaską fabryką Valby, dzięki czemu fabryki te dysponowały szeroką produkcją ceramiki zdobionej.

W swoich pracach łączy ciężko zdobione elementy graficzne z prostotą. Był jednym z najbardziej oryginalnych talentów duńskiego rzemiosła. Inspirował się m.in. rzemiosłem japońskim. Jeden z najważniejszych pomników Thorvalda Bindesbølla (Smocza Fontanna) znajduje się na Placu Ratuszowym w Kopenhadze. Pomnik wykonany został we współpracy z Joakimem Skovgaardem.

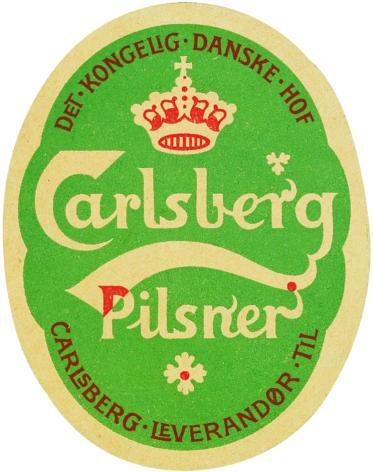
projekt etykietki Carlsberg Pilsner z 1904

## Bibliografia

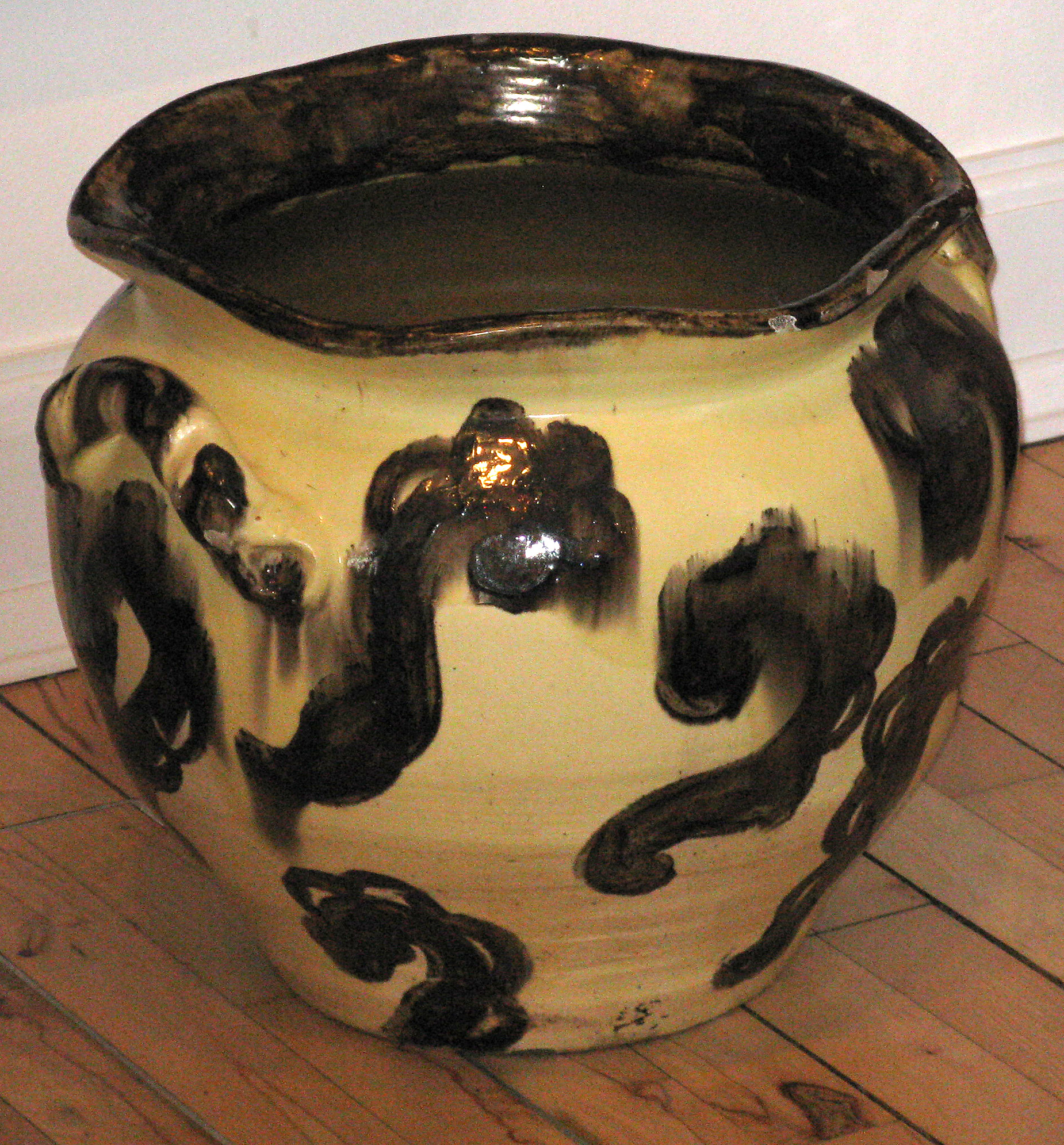
Dzban w wykonaniu Thorvalda Bindesbølla, znajdujący się w Muzeum w Koldinghus